# Gastropholis vittata
Espèce
Synonymes
- Gastropholis lutzei Tornier, 1900

Gastropholis vittata est une espèce de sauriens de la famille des Lacertidae.

## Répartition
Cette espèce se rencontre dans le nord du Mozambique, en Tanzanie et au Kenya.

## Publication originale
- Fischer, 1886 : Herpetologische Notizen. Abhandlungen aus dem Gebiete der Naturwissenschaften, vol. 9, p. 51-67 (texte intégral).